# جوزي وود
جوزي وود (بالإنجليزية: Josie Wood)‏ هي أمينة مكتبة جنوب أفريقية، ولدت في 22 يناير 1874 في غراهامستاون ‏ في جنوب أفريقيا، وتوفيت في 4 أبريل 1965.